# Formazioni di Superliga spagnola di pallavolo femminile 2010-2011
Formazioni delle squadre di pallavolo partecipanti alla stagione 2010-2011 del campionato di Superliga spagnola.

## Club Voleibol Aguere
| N° | Nome               | Ruolo | Data di nascita  | Nazionalità |
| -- | ------------------ | ----- | ---------------- | ----------- |
| -  | Ambrosio González  | All   | -                | Spagna      |
| 1  | Cristina Alves     | C     | 30 giugno 1982   | Brasile     |
| 2  | Oksana Zaporozhets | P     | 8 marzo 1971     | Ucraina     |
| 3  | Renata de Jesús    | C     | 11 dicembre 1984 | Brasile     |
| 4  | Nira Pérez         | L     | 1º novembre 1984 | Spagna      |
| 6  | Irina Alonso       | S     | 15 giugno 1990   | Spagna      |
| 7  | Cathaysa Trujillo  | S     | 4 marzo 1991     | Spagna      |
| 8  | Yasmina Hernández  | S/O   | 24 aprile 1984   | Spagna      |
| 9  | Patricia Aranda    | P     | 27 giugno 1979   | Spagna      |
| 10 | Fernanda Zendron   | S     | 5 marzo 1987     | Brasile     |
| 11 | María Larrakoetxea | P     | 13 febbraio 1992 | Spagna      |
| 12 | Natalia Kvasnytsya | S     | 7 giugno 1978    | Ucraina     |
| 17 | Lucía Paraja       | C     | 10 febbraio 1983 | Spagna      |

## Club Voleibol Playas de Benidorm
| N° | Nome               | Ruolo | Data di nascita   | Nazionalità |
| -- | ------------------ | ----- | ----------------- | ----------- |
| -  | David López Egea   | All   | -                 | Spagna      |
| 1  | Kylie Atherstone   | S/O   | 25 gennaio 1987   | Stati Uniti |
| 2  | Daniela Patiño     | C     | 10 aprile 1978    | Venezuela   |
| 3  | Mekana Barnes      | C     | 29 ottobre 1986   | Stati Uniti |
| 5  | Elena Marmaneu     | S     | 30 gennaio 1991   | Spagna      |
| 6  | Andrea Djukić      | C     | 21 settembre 1993 | Serbia      |
| 7  | Patricia Mesa      | C     | 31 gennaio 1991   | Spagna      |
| 8  | Laura del Castillo | S     | 4 dicembre 1989   | Spagna      |
| 9  | Rachael Moss       | S     | 28 novembre 1988  | Stati Uniti |
| 10 | Diana Segarra      | C     | 1º febbraio 1991  | Spagna      |
| 11 | Carolina Pérez     | L     | 11 settembre 1979 | Spagna      |
| 15 | Erica Short        | S/O   | 17 settembre 1987 | Stati Uniti |
| 16 | Esther Blázquez    | S     | 3 giugno 1987     | Spagna      |
| 17 | Irene Cámara       | P     | 28 giugno 1980    | Spagna      |
| 18 | Jessica Galván     | P     | 17 ottobre 1980   | Spagna      |

## Club Voleibol Diego Porcelos
| N° | Nome               | Ruolo | Data di nascita  | Nazionalità |
| -- | ------------------ | ----- | ---------------- | ----------- |
| -  | José Miguel Pérez  | All   | -                | Spagna      |
| 1  | Noemí Coloma       | P     | 26 febbraio 1989 | Spagna      |
| 2  | María José Garrido | S     | 8 settembre 1981 | Spagna      |
| 3  | Julia Rodríguez    | C     | 6 febbraio 1992  | Spagna      |
| 4  | Ana Ramírez        | L     | 4 novembre 1981  | Spagna      |
| 5  | Alba María Sánchez | S     | 9 settembre 1991 | Spagna      |
| 6  | Paula Pérez        | S     | 16 novembre 1992 | Spagna      |
| 7  | Soriana Pacheco    | P     | 3 giugno 1987    | Venezuela   |
| 8  | Mireya Delgado     | S/O   | 5 novembre 1991  | Spagna      |
| 10 | Regina Miloserdova | C     | 8 giugno 1973    | Ucraina     |
| 12 | Michelle Moriarty  | P     | 29 aprile 1986   | Stati Uniti |
| 14 | Soraya dos Santos  | S     | 17 luglio 1979   | Brasile     |
| 16 | Sara González      | C     | 16 novembre 1984 | Spagna      |

## Club Voleibol Haro
| N° | Nome               | Ruolo | Data di nascita   | Nazionalità |
| -- | ------------------ | ----- | ----------------- | ----------- |
| -  | Xavier Perales     | All   | -                 | Spagna      |
| 1  | Alejandra García   | S/O   | 5 maggio 1982     | Venezuela   |
| 2  | Silvia Araco       | P     | 7 luglio 1989     | Spagna      |
| 3  | Meritxell Alseda   | P     | 13 agosto 1982    | Spagna      |
| 5  | Jennifer Todd      | C     | 3 febbraio 1985   | Stati Uniti |
| 6  | María José Blas    | S/O   | 22 luglio 1982    | Spagna      |
| 7  | Pilar Blanco       | S     | 11 gennaio 1993   | Spagna      |
| 8  | Carmen Bóveda      | S     | 6 febbraio 1993   | Spagna      |
| 9  | Rocío Ruiz         | S/O   | 31 dicembre 1982  | Spagna      |
| 12 | Rosalía Alonso     | C     | 17 luglio 1989    | Spagna      |
| 13 | Erika Kliokmanaite | C     | 31 gennaio 1985   | Lituania    |
| 15 | Marta García       | L     | 13 settembre 1986 | Spagna      |
| 17 | Marta Sánchez      | S     | 17 maggio 1973    | Cuba        |

## Club Voleibol JAV Olímpico
| N° | Nome                     | Ruolo | Data di nascita   | Nazionalità |
| -- | ------------------------ | ----- | ----------------- | ----------- |
| -  | Borja Rodríguez          | All   | -                 | Spagna      |
| 1  | Isabel Guerra            | L     | 21 luglio 1993    | Spagna      |
| 2  | Lourdes Quevedo          | C     | 31 dicembre 1977  | Spagna      |
| 3  | Cristina Pérez           | C     | 2 novembre 1992   | Spagna      |
| 4  | Jéssica Rivero           | S     | 15 marzo 1995     | Cuba        |
| 5  | Belly-Bhella Nsunguimina | S/O   | 20 aprile 1994    | Spagna      |
| 6  | Wivian de Souza          | C     | 29 aprile 1984    | Brasile     |
| 7  | Xisca Bujosa             | P     | 21 novembre 1992  | Spagna      |
| 8  | Ana Paula Valle          | S     | 10 aprile 1993    | Argentina   |
| 9  | Sandra Rojas             | L     | 7 luglio 1984     | Spagna      |
| 10 | Leticia Rodríguez        | P     | 6 maggio 1988     | Spagna      |
| 11 | Daysa Delgado            | C     | 6 agosto 1987     | Paesi Bassi |
| 12 | Tassia de Oliveira       | S     | 26 settembre 1984 | Brasile     |
| 14 | Nazaret Solana           | P     | 1º aprile 1993    | Spagna      |
| 15 | Milagros Collar          | C     | 15 aprile 1988    | Spagna      |
| 16 | Génesis Francesco        | P     | 6 maggio 1990     | Venezuela   |
| 18 | Arjola Prenga            | S/O   | 9 maggio 1986     | Albania     |
| -  | Bianca Moreira           | S     | 14 ottobre 1979   | Spagna      |

## Club Voleibol Ciutadella
| N° | Nome                 | Ruolo | Data di nascita  | Nazionalità |
| -- | -------------------- | ----- | ---------------- | ----------- |
| -  | José María Rodríguez | All   | -                | Spagna      |
| 1  | Marta Capó           | S     | 1º novembre 1994 | Spagna      |
| 2  | Helia González       | L     | 29 agosto 1985   | Spagna      |
| 3  | Sabrina Duarte       | C     | 24 aprile 1979   | Brasile     |
| 5  | Ana Correa           | C     | 19 gennaio 1985  | Spagna      |
| 7  | Vita Prychepa        | C     | 27 giugno 1983   | Ucraina     |
| 8  | Diana Sánchez        | S/O   | 7 marzo 1977     | Spagna      |
| 9  | Kylie Atherstone     | S/O   | 25 gennaio 1987  | Stati Uniti |
| 10 | Yoraxy Meleán        | P     | 1º maggio 1975   | Venezuela   |
| 11 | Alba Cardona         | S/O   | 16 novembre 1992 | Spagna      |
| 12 | Sofía Moll           | S     | 1º novembre 1973 | Spagna      |
| 13 | Yamileska Yantín     | S/O   | 9 aprile 1984    | Porto Rico  |
| 16 | Inmaculada González  | P     | 26 dicembre 1970 | Spagna      |
| 17 | Janine Sandell       | S     | 7 dicembre 1985  | Regno Unito |
| 18 | Esther López         | L     | 29 novembre 1974 | Spagna      |

## Agrupación Deportiva A Pinguela
| N° | Nome                                         | Ruolo | Data di nascita   | Nazionalità          |
| -- | -------------------------------------------- | ----- | ----------------- | -------------------- |
| -  | Rafael Petry Francisco João Marques Ferreira | All   | -                 | Spagna               |
| 1  | Nerea Novo                                   | S     | 26 novembre 1995  | Spagna               |
| 2  | Rebeca Kruse                                 | C     | 13 settembre 1983 | Spagna               |
| 3  | Nerea Enríquez                               | S/L   | 17 febbraio 1994  | Spagna               |
| 5  | Martina Roese                                | S     | 18 maggio 1988    | Brasile              |
| 7  | Una Pajović                                  | C     | 25 luglio 1987    | Serbia               |
| 8  | Antía Penoucos                               | S     | 4 luglio 1994     | Spagna               |
| 10 | Elvia García                                 | P     | 13 giugno 1987    | Spagna               |
| 11 | Elisandra Sebben                             | P     | 21 febbraio 1985  | Brasile              |
| 12 | Amina Mehic                                  | C     | 10 gennaio 1986   | Bosnia ed Erzegovina |
| 13 | Laura Naranjo                                | L     | 3 novembre 1984   | Spagna               |
| 15 | Rebeca Serrano                               | S     | 16 gennaio 1979   | Spagna               |
| 18 | Verónica Contreras                           | P     | 8 giugno 1977     | Perù                 |

## Club Atlético Voleibol Murcia 2005
| N° | Nome                | Ruolo | Data di nascita  | Nazionalità     |
| -- | ------------------- | ----- | ---------------- | --------------- |
| -  | Venancio Costa      | All   | -                | Spagna          |
| 1  | Marianne Fersola    | C     | 12 gennaio 1992  | Rep. Dominicana |
| 2  | Mercedes Martín     | S     | 11 luglio 1981   | Spagna          |
| 3  | Lourdes Quevedo     | S     | -                | Spagna          |
| 4  | Romina Lamas        | P     | 29 agosto 1978   | Argentina       |
| 8  | Laura De Alba       | S     | -                | Spagna          |
| 9  | Brenda López        | S     | -                | Spagna          |
| 10 | Diana Castaño       | L     | 5 aprile 1983    | Spagna          |
| 11 | Jeoselyna Rodríguez | S/O   | 9 dicembre 1991  | Rep. Dominicana |
| 14 | Prisilla Rivera     | S/O   | 29 dicembre 1984 | Rep. Dominicana |
| 15 | Ingrid Visser       | C     | 4 giugno 1977    | Paesi Bassi     |
| 16 | Mar Cuenca          | S     | 23 luglio 1985   | Spagna          |
| 17 | Arkía El-Ammari     | S     | 9 ottobre 1976   | Spagna          |
| -  | Josefina Espinosa   | S     | -                | Spagna          |

## Club 15-15
| N° | Nome               | Ruolo | Data di nascita   | Nazionalità |
| -- | ------------------ | ----- | ----------------- | ----------- |
| -  | David Pérez        | All   | -                 | Spagna      |
| 1  | Catalina Pol       | S     | 6 febbraio 1981   | Spagna      |
| 2  | Victoria Brown     | C     | 11 agosto 1986    | Stati Uniti |
| 6  | Miriam Carrillo    | P     | 14 novembre 1979  | Spagna      |
| 7  | Iva Pejković       | C     | 12 settembre 1984 | Serbia      |
| 9  | Cristina Paredes   | P     | 6 dicembre 1983   | Spagna      |
| 10 | Cezara Ruxandoiu   | S/O   | 9 luglio 1975     | Romania     |
| 11 | Martina Franková   | S     | 23 dicembre 1982  | Rep. Ceca   |
| 12 | Margalida Amengual | S/O   | 13 giugno 1991    | Spagna      |
| 13 | Silvia López       | L     | 13 settembre 1985 | Spagna      |
| 14 | Marina Alomar      | S     | 26 marzo 1992     | Spagna      |

## Club Voleibol Cuesta Piedra
| N° | Nome                     | Ruolo | Data di nascita   | Nazionalità |
| -- | ------------------------ | ----- | ----------------- | ----------- |
| -  | Juan Francisco Hernández | All   | -                 | Spagna      |
| 2  | Naira Acosta             | C     | 4 ottobre 1987    | Spagna      |
| 4  | Candelaria Herrera       | L     | 23 giugno 1970    | Spagna      |
| 5  | Yurimara Padilla         | L     | 5 agosto 1984     | Argentina   |
| 6  | Lauren Bertolacci        | P     | 26 gennaio 1985   | Australia   |
| 7  | Atanasia Cabrera         | C     | 2 novembre 1987   | Spagna      |
| 8  | Ana Hoefsmit             | C     | 24 giugno 1988    | Spagna      |
| 9  | Sara Sarmiento           | C     | 12 marzo 1987     | Spagna      |
| 10 | Ivana Popović            | S     | 13 gennaio 1983   | Serbia      |
| 12 | Carla Souto              | C     | 14 febbraio 1991  | Spagna      |
| 13 | Leticia Boscacci         | S/O   | 8 novembre 1985   | Argentina   |
| 15 | Aitana Ballingha         | S     | 25 settembre 1986 | Gabon       |
| 17 | Susana Royo              | S     | 12 maggio 1985    | Spagna      |

## Club Voleibol Tenerife
| N° | Nome               | Ruolo | Data di nascita   | Nazionalità |
| -- | ------------------ | ----- | ----------------- | ----------- |
| -  | Juan Antonio Armas | All   | -                 | Spagna      |
| 1  | Patricia Suárez    | S/O   | 22 gennaio 1988   | Spagna      |
| 4  | Bridget Fonke      | S     | 19 settembre 1987 | Stati Uniti |
| 5  | Kristen Dozier     | C     | 1º luglio 1988    | Stati Uniti |
| 6  | Alicia Fernández   | P     | 26 giugno 1991    | Spagna      |
| 7  | Sherri Williams    | C     | 14 gennaio 1982   | Stati Uniti |
| 8  | Regla Bell         | S     | 16 luglio 1970    | Cuba        |
| 9  | Verónica Álvarez   | L     | 19 gennaio 1992   | Spagna      |
| 11 | Ainoha Hernández   | C     | 30 giugno 1990    | Spagna      |
| 12 | Sara Hernández     | P     | 12 settembre 1986 | Spagna      |
| 15 | Beatriz Vázquez    | S/O   | 29 novembre 1985  | Spagna      |
| 18 | Gema Capel         | L     | 20 gennaio 1984   | Spagna      |

## Club Voleibol Torrelavega
| N° | Nome                | Ruolo | Data di nascita  | Nazionalità     |
| -- | ------------------- | ----- | ---------------- | --------------- |
| -  | Marcelo De Estefano | All   | -                | Argentina       |
| 1  | María Segovia       | S/O   | 22 ottobre 1992  | Spagna          |
| 3  | Ana González        | C     | 25 gennaio 1989  | Spagna          |
| 4  | Carla Dias          | C     | 30 maggio 1987   | Brasile         |
| 5  | Cira Domínguez      | L     | 16 luglio 1989   | Spagna          |
| 6  | Juliana Ribeiro     | S     | 24 ottobre 1981  | Brasile         |
| 7  | Aroa Sánchez        | C     | 14 aprile 1989   | Spagna          |
| 8  | Alba Salazar        | L     | 6 novembre 1992  | Spagna          |
| 10 | Cosiri Rodríguez    | S/O   | 30 agosto 1977   | Rep. Dominicana |
| 11 | Cristina Sanz       | P     | 13 novembre 1991 | Spagna          |
| 13 | Nadia Garay         | P     | 3 gennaio 1988   | Argentina       |
| 14 | Noelia Sánchez      | S     | 15 febbraio 1982 | Spagna          |
| 15 | Paula del Olmo      | C     | 25 giugno 1994   | Spagna          |
| 17 | Benigna Fernández   | S     | 1º febbraio 1981 | Spagna          |